# Starlight Peak (Südgeorgien)
Der Starlight Peak ist ein 518 m hoher Berg auf Südgeorgien im Südatlantik. Er ragt nördlich des Parochlus Lake und westlich des Berntsen Ridge in der Busen-Region auf.
Das UK Antarctic Place-Names Committee benannte ihn 2013. Namensgeber ist der Walfänger SS Starlight, der bei der Errichtung der Walfangstation Leith Harbour im Einsatz war.